# Ulassai
Ulassai (sardinsky: Ulàssa) je italská obec (comune) v provincii Nuoro v regionu Sardinie. Nachází se ve výšce 775 metrů nad mořem a má přibližně 1 400 obyvatel. Rozloha obce je 122,41 km².